# Daimler AG
Daimler AG je njemački automobilski proizvođač nastao 2008. godine razdruživanjem njemačkog Daimler-Benza i američkog Chryslera koji su od 1998. činili zajednički koncern pod nazivom DaimlerChrysler AG. Daimler AG. vlasnik je i udjela u zajedničkom europskom koncernu EADS, Vodafone McLaren Mercedesu, timu F1 McLaren Group i japanskoj kompaniji Mitsubishi Fuso Truck.
Tvrtka svoja vozila proizvodi pod markama:
- Mercedes-Benz
- Smart
- Maybach
- Setra
- Daimler Financial Services
- Mercedes-Benz Bank
- Daimler Truck Financial

## Vanjske poveznice
- Službene stranice Daimlera